# Henegavské hrabství
Henegavské hrabství (francouzsky Comté de Hainaut, nizozemsky Graafschap Henegouwen, německy Grafschaft Hennegau, valonsky Conteye di Hinnot), zkráceně Henegavsko (francouzsky Hainaut), byl stát Svaté říše římské v období 10. až 18. století na území dnešních států Belgie a Francie. Hrabství se začalo formovat na konci 9. století (nástup prvního hraběte Reginara I.), tento proces byl završen na počátku 10. století založením hrabství (asi roku 900), ale stabilizovaným hrabstvím se stalo až v roce 1071. Henegavské hrabství zaniklo roku 1797, kdy bylo anektováno Francouzskou republikou a přeměněno ve francouzský department Jemmapes. V 15. století se k moci dostávají burgundští vévodové z rodu Valois a vzniká tak svazek států zvaný Burgundské Nizozemí. Dne 18. srpna 1477 se Henegavsko stalo součástí Habsburského Nizozemí a roku 1512 bylo začleněno do Burgundského říšského kraje. V současnosti se zde nachází belgická provincie Henegavsko v rámci Valonského regionu.

## Symbolika

znak hrabství a znaky dynastií:
Reginarové
Henegavská dynastie, starý znak hrabství
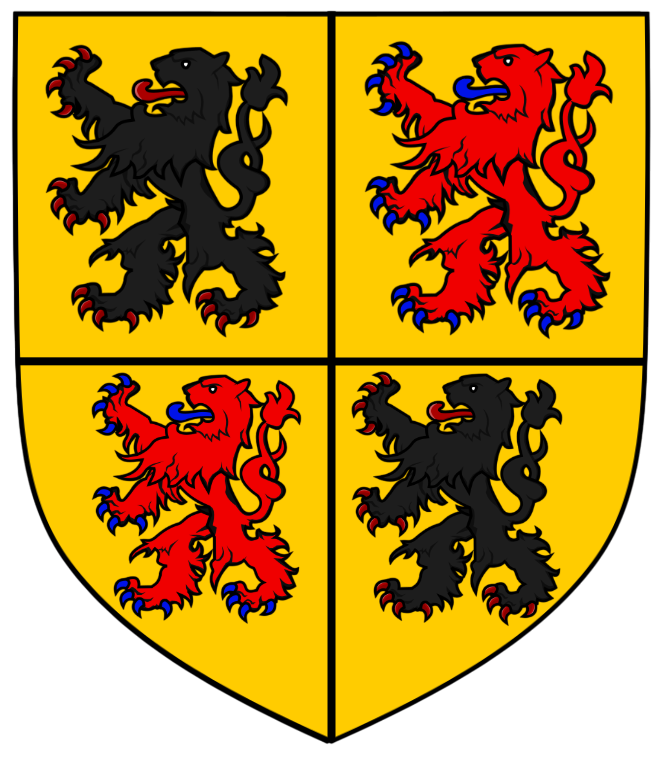
dynastie Avesnes, novější znak hrabství
Wittelsbachové
dynastie Valois (vévodové burgundští)
Habsburkové (vévodové burgundští)